# Richard Bate

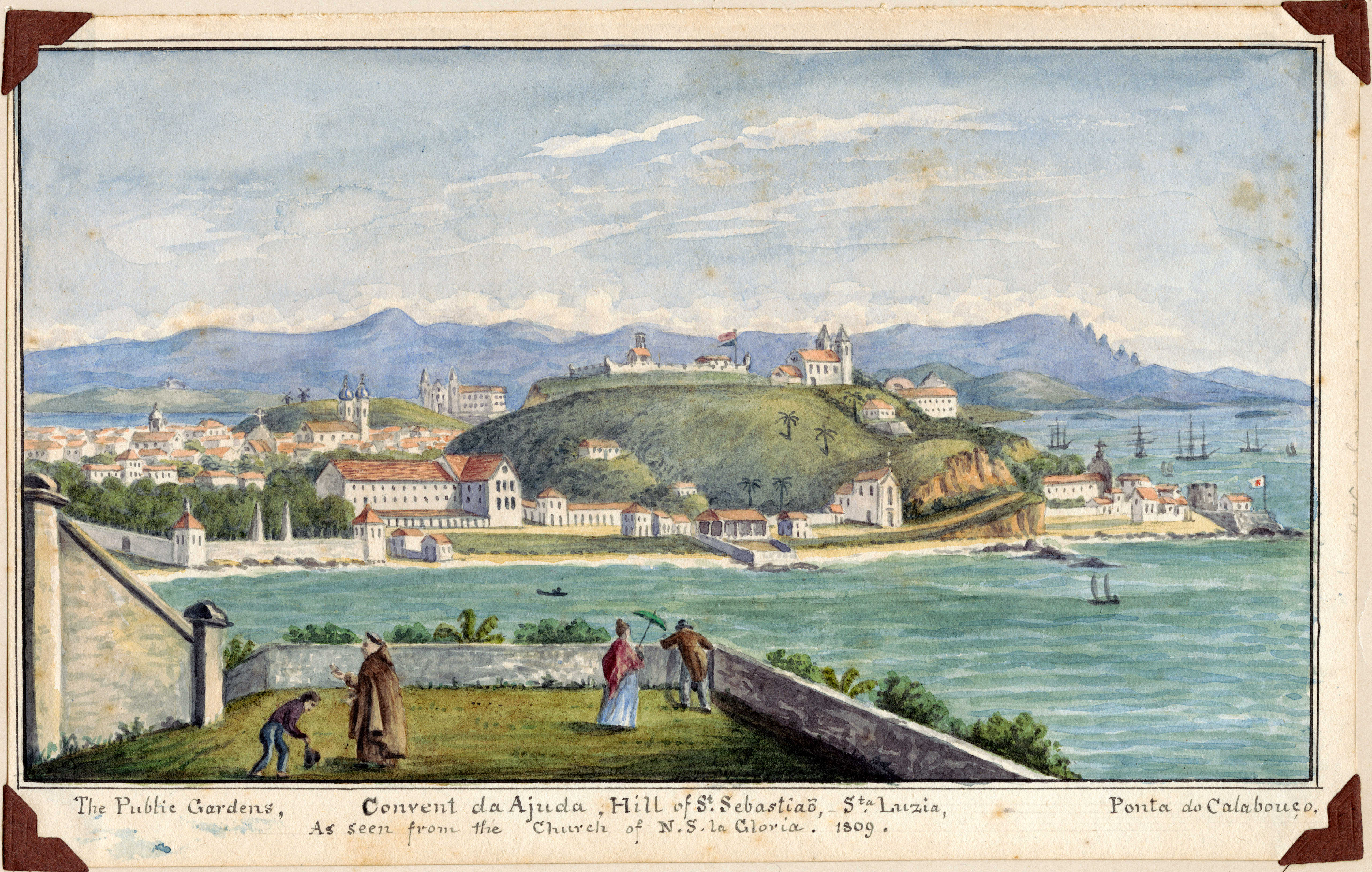
Richard Bate, Panorama do terraço da Igreja da Glória em 1809 mostrando toda a marinha, do Passeio Público até a ponta do Calabouço.

Richard Bate (1775 — Londres, 1856) foi um pintor amador e negociante inglês, que chegou na cidade do Rio de Janeiro com sua família em 1807, a bordo do veleiro Integrity, e que estabeleceu um comércio de instrumentos náuticos, ópticos, matemáticos, cirúrgicos, óculos etc situado inicialmente na Rua Direita, e depois na Rua da Quitanda, nº 25.
De sua permanência no Brasil, deixou pintadas em aquarelas diversas vistas muito detalhadas da cidade do Rio de Janeiro, que se encontram guardadas na Universidade Cornell, em Ithaca, no estado de Nova Iorque, e que foram publicadas em 1965 pelo historiador Gilberto Ferrez.